# Caetanos
Caetanos es un municipio brasileño del estado de Bahía. Su población estimada en 2004 era de 14.318 habitantes.

## Carreteras
- BR-407

## Administración
- Prefecto: Antonio Roca da Silva (2005/2008)
- Viceprefecto:
- Presidente de la cámara: (2007/2008)